# Crepidospermum multijugum
Crepidospermum multijugum là một loài thực vật có hoa trong họ Burseraceae. Loài này được Swart mô tả khoa học đầu tiên năm 1942.